# Asedio a la embajada de Argentina en Venezuela
El asedio a la embajada de Argentina en Venezuela fue un sitio a la residencia del embajador argentino en Caracas llevado a cabo por parte del gobierno de Nicolás Maduro en el contexto de la crisis política en Venezuela de 2024.
El 20 de marzo de 2024, tras dictarse una orden de captura en contra de seis dirigentes políticos asesores de la líder opositora venezolana María Corina Machado; 
Pedro Urruchurtu, Humberto Villalobos, Claudia Macero, Omar González, Fernando Martínez Mottola y Magalli Meda, 
Los mismos decidieron refugiarse en dicha sede diplomática hasta la escapatoria de cuatro de ellos el 6 de mayo de 2025, uno decidió entregarse en diciembre de 2024 y otra se escapó en igual fecha, terminando con el asedio a la embajada que duró 413 días. Fernando Martínez Móttola pudo salir antes de la embajada, el 20 de diciembre de 2024 y posteriormente falleció por complicaciones de salud en febrero de 2025.
El 30 de julio de 2024, Pedro Urruchurtu, denunció un asedio al lugar que incluyó cortes de agua y energía. Dicho asedio menguó durante la transferencia del control de la embajada a Brasil, pero la misma se reanudo el 23 de noviembre de 2024, después de que el gobierno de Brasil presentará serias dudas sobre la legalidad de las elecciones presidenciales de Venezuela de 2024.
Cuando el presidente de Venezuela, Nicolás Maduro, informó la decisión de revocar «de manera inmediata y unilateral» el permiso para que Brasil custodiará la embajada, que poseía desde el 1 de agosto, nuevamente se reportaron de nuevo  «patrullas de los servicios de inteligencia y fuerzas de seguridad venezolanas que rodean la residencia oficial en Caracas», esta vez en una denuncia formal de la Cancillería Argentina.
Los hechos tuvieron amplia repercusión en la región, con condenas por parte de Brasil, Chile, Costa Rica, Estados Unidos, Guatemala, Paraguay, Perú y Uruguay, quienes se solidarizaron con Argentina.

## Antecedentes

### Opositores venezolanos en la embajada
El 26 de marzo de 2024, el gobierno argentino brindó asilo político a seis opositores al gobierno de Nicolás Maduro:
- Pedro Urruchurtu,
- Humberto Villalobos,
- Claudia Macero,
- Omar González,
- Fernando Martínez Mottola y
- Magalli Meda.

La embajada argentina ya había denunciado el corte de suministro eléctrico de su residencia oficial en Caracas un día después de que la delegación recibiera a los líderes políticos venezolanos. El gobierno argentino dijo en otra ocasión que tomaría «acciones diplomáticas» contra Maduro después de que el gobierno venezolano decidiera cerrar su espacio aéreo a los aviones argentinos.

### Elecciones en Venezuela
El 28 de julio de 2024 se llevaron a cabo las elecciones presidenciales en Venezuela, para elegir un nuevo presidente por un mandato constitucional de 6 años. Las elecciones presidenciales no fueron ni libres ni justas, se produjeron en un contexto en el que el gobierno de Nicolás Maduro controla todos los poderes del Estado y reprime a la oposición política.
El mismo día el Consejo Nacional Electoral dio como ganador a Nicolás Maduro por un 51.95 % de los votos, mientras que Edmundo Gonzales quedaría como segundo con 43.18 % de los votos. Tanto María Corina Machado como Edmundo González rechazaron los resultados del CNE y se adjudicaron la victoria. González, en un acto acompañado por Machado, dijo: «Los venezolanos y el mundo entero saben lo que pasó… Nuestra lucha continúa y no descansaremos hasta que se respete la voluntad del pueblo venezolano». Mientras los venezolanos opositores a Nicolás Maduro salieron a protestar en varias localidades del país, Edmundo González había ganado con el 67% de votos.

## Asedios

### Negativa argentina a los resultados

Países que reconocen a Edmundo González como legitimo presidente de Venezuela.

Antes de darse a conocer los primeros resultados, el presidente argentino, Javier Milei trató al gobierno de Maduro como una «dictadura comunista» y que «Argentina no va a reconocer otro fraude, y espera que las Fuerzas Armadas esta vez defiendan la democracia y la voluntad popular».
Pedro Urruchurtu, un asilado político en la Embajada denunció un asedio de encapuchados a la residencia oficial de la misión diplomática argentina el 30 de julio.
La declaración de Maduro como ganador fueron seguidos rápidamente por una mezcla de escepticismo y críticas de los líderes de la mayoría de los países latinoamericanos. Entre ellos Argentina, el presidente Javier Milei (al que anteriormente Maduro había llamado un «malparido») criticó duramente los resultados y la Cancillería de Argentina emitió un nuevo comunicado el 7 de agosto, declarando «sin lugar a ninguna duda el triunfo del candidato Edmundo González».
La Argentina publicó una declaración conjunta con otros países de la región en la cual exigían una revisión de los resultados y una reunión urgente en la Organización de Estados Americanos, debido a lo cual Venezuela rompió las relaciones diplomáticas con Argentina.

### Custodia brasileña de la embajada
El 1 de agosto, el presidente argentino, Javier Milei, en un mensaje público a través de X agradeció a Brasil por hacerse cargo de la custodia de la embajada, debido a que según él «el personal diplomático argentino tuvo que abandonar Venezuela como represalia del dictador Maduro por la condena que hicimos del fraude que perpetraron el domingo último» y que «pronto reabriremos nuestra Embajada en una Venezuela libre y democrática». Así mismo se izó la bandera de Brasil en la embajada argentina en Caracas, marcando el inicio de la representación brasileña y la extensión de su protección a los refugiados, a pesar de las diferencias ideológicas y políticas que existen entre Milei y Lula da Silva. La custodia brasileña fue comparada por Andrés Cisneros con el papel que Brasil jugó durante la guerra de Malvinas al representar a Argentina ante Reino Unido hasta que se reanudaron las relaciones diplomáticas. El 22 de agosto un empleado venezolano de la Embajada fue detenido por el Servicio Bolivariano de Inteligencia y liberado al día siguiente tras gestiones diplomáticas. El gobierno de Nicolás Maduro informó en un comunicado que Venezuela se vio «obligada» a tomar la decisión de revocar el permiso de Brasil por supuestas «actividades terroristas» e «intentos de magnicidio contra Nicolás Maduro». Tras el exilio al día siguiente del candidato presidencial Edmundo González, quien se hallaba en la residencia de la embajada española y es reconocido por Argentina como presidente electo, el suministro eléctrico fue restaurado y el segundo asedio fue concluido.
El 23 de noviembre de 2024 se dio inicio a un tercer asedio a la casa del embajador argentino en Caracas, luego de que Magalli Meda, desde la casa del embajador, publicara en un vídeo de la red social Instagram apoyar la protesta del 1 de diciembre con un lápiz labial rojo para pintarse la palma de una mano en más de 400 ciudades, según sus palabras: «los venezolanos nos congregamos en la Gran Protesta Mundial para exigir a la CPI actuar pidiendo ¡Basta YA!». Pedro Urruchurtu, asilado político en la embajada, denunció poco antes de las 19:00 (hora local) que funcionarios encapuchados de la Dirección de Acciones Estratégicas y Tácticas (DAET) de la Policía Nacional Bolivariana y del Servicio Bolivariano de Inteligencia Nacional se presentaron en las inmediaciones de la embajada argentina en Caracas con armas largas y habían rodeado la sede diplomática. Luego de más de 5 horas de asedio, Urruchurtu confirmó que los agentes de seguridad, como parte de su asedio, cortaron el servicio eléctrico de la residencia de la embajador. También confirmó que los agentes habían bloqueado los accesos en la calle, y sobrevolaron drones que «bloquean la señal móvil».
Ante esto, varias entidades reaccionaron y dieron su condena al asedio. La Cancillería Argentina declaró que «La República Argentina condena los actos de hostigamiento e intimidación contra las personas asiladas en la embajada argentina en Caracas, actualmente bajo la protección diplomática del gobierno de Brasil». El Comando con Venezuela, que agrupa a la oposición, alertó a la comunidad internacional y, exigió el cese inmediato de las acciones intimidatorias con el lema «¡Basta YA de persecución!». Luis Almagro, Edmundo González y senadores de Estados Unidos condenaron también los hechos.
El 26 de noviembre, la plataforma Comando con Venezuela denunció el robo de los fusibles eléctricos de la embajada argentina, razón del cese de suministro eléctrico en ese local. Pedro Urruchurtu, mediante un post en X, indicó a las 19:00 hora local (23:00 GMT) que se cumplieron «más de 24 horas sin el servicio eléctrico, desde que se llevaron los fusibles».
El 27 de noviembre, Omar Gonzáles, uno de los asilados políticos de la embajada, denunció en un post de X que el régimen de Nicolás Maduro restringió el suministro de agua a la residencia, en la misma red, Pedro Urruchurtu reveló que los cuerpos policiales que rodean la embajada impidieron el acceso a un camión cisterna con agua potable.
El 28 de noviembre, tras cumplirse más de 120 horas de asedio a la embajada, el líder opositor y reconocido por 13 países como presidente electo, Edmundo González, repudió los actos de presión hacia la embajada que violan los convenios internacionales sobre protección diplomática, que agravan profundamente la situación humanitaria de los seis asilados resguardados en la residencia debido a las restricciones extremas al alimento, agua y electricidad que sufren por parte de las fuerzas de seguridad estacionadas alrededor.

### Escalada de tensiones
El 29 de noviembre, el senado de Paraguay aprobó una declaración que condena el trato de la embajada por parte del régimen de Maduro, en un documento que detalla que estas acciones suponen un peligro para la integridad física y psicológica de los seis asilados que permanecen dentro.

Las acciones del gobierno de Nicolás Maduro constituyen una grave violación de estas obligaciones internacionales, poniendo en riesgo la integridad física y psicológica de los asilados y del personal diplomático argentino. Además, estas medidas representan una escalada en la represión contra la oposición política en Venezuela, evidenciando el desprecio a los derechos humanos y a las normas del derecho internacional.
Extracto del documento, Senado de Paraguay

El 30 de noviembre, Pedro Urruchurtu, informó que finalmente se acabó el suministro de agua en la embajada, luego de haber racionado el agua que aún quedaba en el tanque de la residencia.
María Corina Machado denunció que los asilados en la embajada de Argentina «son rehenes que están siendo torturado» y que «están sometidos a una situación brutal, Sin luz, sin agua, no les dejan ingresar ninguna visita. Son rehenes torturados en territorio argentino». El grupo IDEA denunció al gobierno de querer convertir la embajada en una cárcel, aplicando métodos de tortura en contra de los derechos universales a la vida.
El 9 de diciembre, ante el reclamo de la Cancillería Argentina, los gobiernos de Uruguay, Costa Rica y Paraguay volvieron a condenar los hechos y solidarizaron con el reclamo argentino. El 11 de diciembre, el Ministro de Relaciones Exteriores de Argentina, Gerardo Werthein, intervino en la OEA sobre la situación de los asilados en la embajada, donde exigió «la concesión inmediata de los salvoconductos (...), reafirmar la necesidad de garantizar la inviolabilidad de las misiones diplomáticas y respetar plenamente el derecho de asilo diplomático (...)» y pidió a la OEA actuar antes de que ocurra una «tragedia» En la intervención, Argentina estuvo acompañado por Canadá, Chile, Costa Rica, El Salvador, Estados Unidos, Guatemala, Haití, Panamá, Paraguay, Perú, República Dominicana, Surinam y Uruguay.
El 10 de diciembre, un gendarme de Argentina identificado como Agustín Nahuel Gallo de la provincia de Catamarca, parte del escuadrón 27 de «Uspallata», en Mendoza que custodia el paso fronterizo entre Chile y Argentina, luego de que viajara a Venezuela desde Colombia para visitar a su pareja y su hijo (quienes tienen nacionalidad venezolana) fue secuestrado en por supuestas acusaciones de «espionaje». Sin embargo, el gendarme Gallo no tenía vínculos con operaciones de inteligencia ni con actividades oficiales. El hecho escaló el 13 de diciembre, cuando la ministra argentina de seguridad, Patricia Bullrich, a través de su cuenta de X exigió la «inmediata liberación de este ciudadano argentino» y agregó: «Maduro, cada minuto que lo retengas va a ser un paso más hacia tu propio fin». A su vez, la Cancillería Argentina condenó «con la máxima firmeza la detención arbitraria e injustificada de un empleado local de la representación diplomática argentina en la República Bolivariana de Venezuela por parte del régimen de Nicolás Maduro».
El 16 de diciembre Colombia cambió su postura suave y la Cancillería dirigida por Luis Gilberto Murillo pasó a rechazar el asedio a la embajada Argentina en Caracas, luego de que siete de sus ciudadanos colombianos fueran detenidos de forma arbitraria en Venezuela.
El 18 de diciembre se supo que el gobierno venezolano estaba negociando la entrega de salvaconductos condicionando a cambio de una persona detenida en Argentina cercana al Gobierno venezolano y el salvaconducto a Jorge Glas detenido en Ecuador, así afirmó el ministro de Exteriores de Colombia en un acto de gobierno en la isla caribeña de San Andrés  La canciller de Ecuador Gabriela Sommerfeld confirmó la intención de Nicolás Maduro de querer negociar un salvoconducto para Jorge Glas a cambio de los salvoconductos de seis refugiados en la Embajada en Caracas.
El 19 de diciembre Fernando Martínez Mottola, uno de los seis refugiados que fue ministro de Transporte de Carlos Andrés Pérez, se entregó vencido por el asedio a la policía luego de estar más de nueve meses refugiado y sin ver a su familia en la embajada de Argentina en Caracas.
El 26 de febrero de 2025 falleció Fernando Martínez Mottola en medio de su arresto domiciliario por causas aún no esclarecidas.

## Reacciones al asedio

### Nacionales
En un tuit, la cuenta oficial del Comando Nacional de Campaña de María Corina Machado denunciaron el «acoso y rodeo» de funcionarios encapuchados y armados, así como Magalli Meda (una de las opositoras asiladas en la embajada) dijo «Hoy justo cumplimos 170 días aislados y asilados en la Embajada de Argentina (...) En estas últimas 5 horas patrullas, motos y funcionarios encapuchados rodean la fachada de la Embajada (...) Lo que estamos viviendo es un Estado sin control, sin ley, sin orden, ni siquiera en el marco del respeto internacional (...)».
María Corina Machado publicó en X que la decisión del gobierno argentino y la del gobierno brasileño de resguardar la embajada «se han dado en estricto apego al derecho internacional, para garantizar su protección y la garantía de sus derechos humanos» y que el asedio de Nicolás Maduro está «violando convenios internacionales en materia de asilo diplomático e inmunidad de las misiones diplomáticas».

### Internacionales
- Argentina: la ministra de seguridad argentina, Patricia Bullrich, en una entrevista dijo que «Los argentinos estamos decididos a no dejar arrebatar ni que haya una intromisión a nuestra embajada».[56] De igual manera, la Cancillería Argentina hizo un comunicado donde expresaba el reconocimiento de Brasil «por la representación de los intereses argentinos en Venezuela», denuncia ante la comunidad internacional el hecho, que advierte al gobierno venezolano que «debe respetar la Convención de Viena sobre Relaciones Diplomáticas que consagra la inviolabilidad de los locales de las misiones» y que una invasión a la embajada será «condenado por la comunidad internacional».[57]
- Brasil: en un comunicado difundido por el Ministerio de Relaciones Exteriores de Brasil, el Ejecutivo de Lula da Silva expresó que «recibió con sorpresa» y señaló que no dará lugar a la orden, basándose en tratados internacionales que lo avalan a continuar en el rol.[58]
- Chile: el Gobierno de Chile a través de su cancillería comunico la «preocupación» y el «rechazo» a la decisión del gobierno de Maduro y su solidaridad con los gobiernos de Argentina y Brasil.[59]
- Costa Rica: la Cancillería de Costa Rica «deploró» la decisión del «régimen» venezolano y «se solidariza con la República Federativa del Brasil y la República Argentina» así mismo de «recordarle a Venezuela sus obligaciones internacionales».[60]
- Estados Unidos: el Subsecretario de Estado para Asuntos del Hemisferio Occidental (parte del Departamento de Estado de Estados Unidos), Brian Nichols en X dijo: «expresamos nuestro apoyo inquebrantable a los gobiernos de Brasil y Argentina ante las acciones amenazantes de los representantes de Maduro en Venezuela».[61]
- Guatemala: a través de un comunicado por X, el Ministerio de Relaciones Exteriores de Guatemala condenó la decisión tomada por Venezuela y se solidarizó con el gobierno argentino y brasileño.[62]
- Panamá: el Canciller de Panamá, bajo la presidencia de José Raúl Maulino, manifestó su «enérgica» condena y su «expresa su profunda preocupación» por el asedio de la embajada.[63]
- Paraguay: el Ministerio de relaciones exteriores de Paraguay en un comunicado «lamento y rechazo» la decisión tomada por Venezuela y que insta a Venezuela a respetar las normas internacionales.[64]
- Perú: el Estado peruano, mediante su cancillería, dijo que «insta al Gobierno de Venezuela a garantizar plenamente la inviolabilidad de los locales, bienes y archivos de Argentina en dicho país».[65]
- Uruguay: la Cancillería Uruguaya emitió un comunicado a través de X donde «expresa su preocupación por la decisión del Gobierno de Venezuela», en el mismo mensaje Uruguay denuncio que las «acciones del régimen venezolano son violatorias a la Convención de Caracas sobre Asilo Diplomático de 1954 y la Convención de Viena sobre Relaciones Diplomáticas» Así como expreso su solidaridad con Argentina y Brasil.[66]
- República Dominicana: el Ministerio de Relaciones Exteriores de República Dominicana se «solidarizo con el reclamo de la Cancillería Argentina de que las autoridades venezolanas otorguen sin dilación el salvoconducto establecido bajo la Convención de Asilo de 1954».[67]
- Colombia: el canciller de Colombia, Luis Gilberto Murillo, afirmó que «Colombia lleva a cabo gestiones ante el Gobierno de Venezuela para que dé salvoconductos a los seis opositores refugiados en la residencia de la Embajada de Argentina en Caracas, custodiada por Brasil» y que «Colombia ofreció asumir la custodia de la embajada» (a la vez que lo hizo Brasil)[68]
- El Salvador: El presidente Nayib Bukele el pasado 20 de abril de 2025 envió una propuesta a la cancillería de Venezuela para intercambiar reos por presos políticos, que incluía a los asilados en la embajada de Argentina, Nicolás maduro rechazó la propuesta, posteriormente Bukele expresó: "¿No fue usted quien afirmó que haría 'todo lo que fuera necesario' para lograr la liberación de los venezolanos detenidos en El Salvador? ¿Quiere decir entonces que estaba mintiendo?", escribió Bukele en su cuenta en la red social X, canjear estos migrantes por la misma cantidad de presos políticos.[69]
- Organización de las Naciones Unidas: el secretario general de la ONU, António Guterres, recordó el 9 de diciembre a través de su portavoz «el principio de inviolabilidad de las sedes diplomáticas y consulares» ante el asedio policial.[70]

- Organización de los Estados Americanos: Luis Almagro, actual secretario general de la OEA, exclamó que «estas amenazas y acciones son completamente contrarias al derecho y no son aceptables de ninguna forma por la comunidad internacional».[71]

## Liberación y exilio
El triunfo de la «Operación Guacamaya» como fue llamada a la acción de liberar a los actores políticos sitiados en la embajada de Argentina inició en la madrugada del día 4 de mayo se debe a un perfecto hermetismo durante tres días, a propósito del viaje de salida de Nicolás Maduro hacia Moscú, aprovechando la debilidad de la seguridad en la embajada. La operación dirigida por Marco Rubio y agentes extranjeros con la participación de Estados Unidos, actuaron en silencio hasta lograr la salida del país, para evitar posibles represalias por parte del régimen en el país. Por parte de las autoridades venezolanas tampoco fue pública lo ocurrido hasta el primer mensaje del día martes por el secretario de estado.
El 6 de mayo de 2025 a las 18:00 horas el Secretario de Estado de los Estados Unidos, Marco Rubio confirmó mediante un comunicado en su cuenta de X que los asilados que estuvieron en la embajada de Argentina en Venezuela, fueron liberados y se encuentran en territorio estadounidense, después de una «precisa y exitosa operación de rescate» de la que no dio más detalles.
Al poco tiempo de haberse anunciado la liberación de los asilados, varios medios de comunicación informaron que Corina Parisca de Machado, madre de María Corina Machado, habría logrado salir del país en un proceso paralelo al de los opositores. Corina Parisca también había sufrido su propio asedio en su vivienda que fue rodeada por funcionarios de la Dirección General de Contrainteligencia Militar (DGCIM) en varias ocasiones.
El día 7 de mayo ministro del interior y considerado el número dos del chavismo, Diosdado Cabello, en la televisión estatal en horas de la noche, recién informó y negó que la salida de los opositores sitiados en la embajada haya sido producto de una operación de rescate y dijo que su exilio fue pactado, como resultado de unas «negociaciones entre el gobierno y la oposición» para lo cual no hizo mención con quién había negociado ni en que términos, trato de descalificar a medios de comunicación y afirmó que solo «se encontraban 4 opositores dentro de la residencia desde el 20 de agosto» y que «estaban encerrados en ella por voluntad propia», acusando a los opositores de «victimizarse», a su vez confirmó la salida de Corina Parisca del país.  Al mismo tiempo que Cabello hacía tales afirmaciones, Magalli Meda denunció en su cuenta de X que su vivienda en Caracas había sido allanada por siete individuos del cuerpo de seguridad del chavismo, dirigidos por el general de brigada Jesús Rafael Ferrera García, la dirigente opositora acompañó su denuncia con un vídeo grabado por cámaras de seguridad instaladas en su casa. En el metraje se observa a funcionarios vestidos de negro, algunos encapuchados, revolviendo pertenencias dentro de su sala.
Según versiones dadas por Diosdado Cabello, Claudia Macero escapó de la embajada de Argentina el 20 de agosto de 2024 y el gobierno no dijo nada hasta el 7 de mayo de 2025 se supone que tenían sospechas y solo pudieron confirmar el día de la liberación, también  confirmó que Corina Parisca salió de Venezuela en silla de ruedas el 5 de mayo por el aeropuerto de Maiquetía sellando su pasaporte de salida con rumbo a Bogotá presentando una fotografía del sistema de seguridad del aeropuerto sin presentar acompañamiento policial, como parte de la negociación a pedido directo de María Corina Machado, todos saben que MCM está en la clandestinidad desde el 10 de enero. María Corina Machado afirma que Macero escapó en el mes de diciembre y aún no ha explicado por donde salió su sra. madre por evitar represalias.
De acuerdo con el diario argentino El Clarín, la operación ocurrió el fin de semana durante la madrugada del domingo 4 de mayo con la ayuda de agentes de inteligencia de Estados Unidos ante un descuido de la vigilancia logró huir uno por uno de la embajada, el lunes 5, los asilados ya se encontraban en una ciudad en la zona de la Guajira para luego ser trasladados a territorio de los Estados Unidos, todo coordinado desde Washington por el subsecretario de estado Christopher Landau y el enviado especial de la Casa Blanca Mauricio Claver-Carone, los detalles de esta operación son clasificados, Argentina no sabía de la operación y se enteró después de ocurrido los hechos, con lo que se descarta la versión de los salvaconductos.
El 10 de mayo en redes sociales vecinos informaron sobre miembros de los cuerpos de seguridad del régimen en el domicilio del disidente, encapuchados y con armas largas ingresando a la casa del opositor Humberto Villalobos en Caracas protagonista del secuestro en la embajada, con lo que se deduce de manera clara que la narrativa sobre una negociación y la emisión de salvoconductos que Diosdado Cabello busca establecer es falsa.

## Reacciones a la liberación

### Nacionales
En un tuit, la cuenta oficial del Comando Nacional de Campaña de María Corina Machado denunciaron el «acoso y rodeo» de funcionarios encapuchados y armados, así como Magalli Meda (una de las opositoras asiladas en la embajada) dijo «Hoy justo cumplimos 170 días aislados y asilados en la Embajada de Argentina (...) En estas últimas 5 horas patrullas, motos y funcionarios encapuchados rodean la fachada de la Embajada (...) Lo que estamos viviendo es un Estado sin control, sin ley, sin orden, ni siquiera en el marco del respeto internacional (...)».
María Corina Machado publicó en X que la decisión del gobierno argentino y la del gobierno brasileño de resguardar la embajada «se han dado en estricto apego al derecho internacional, para garantizar su protección y la garantía de sus derechos humanos» y que el asedio de Nicolás Maduro está «violando convenios internacionales en materia de asilo diplomático e inmunidad de las misiones diplomáticas».
Después de la liberación de los asilados, algunas de las reacciones fueron las siguientes:
- María Corina Machado durante una entrevista habló por primera vez sobre la Operación Guacamaya y dejó claro que “hay un plan para avanzar en el debilitamiento de lo que le queda al régimen” e hizo un paralelismo con Venezuela que es "un país secuestrado"; se refirió a que el éxito de la operación se debe a un perfecto hermetismo que debe mantenerlo para evitar posibles represalias[85]
- El ex inspector de la policía Iván Simonovis declaró que el gobierno de Maduro es vulnerable «Una operación impecable los llevó a la libertad y nos ha quedado perfectamente claro que el régimen es vulnerable. Si no pudieron evitar que se rescataran a los rehenes"[86]
- Diosdado Cabello dos días después de su primera exposición, expresó que todo fue acordado con las autoridades venezolanas, rectificando de esta manera que no hubo una negociación, siendo él, el ministro de interior y justicia. Cabello es el único funcionario del gobierno que en principio mantuvo la tesis de una negociacion.[87]
- Henrique Capriles calificó como  «muy positiva» sobre el recate de asilados en la embajada  de Argentina en Caracas y agregó que «para poder hablar de democracia no debe haber un solo preso político».[88]

### Internacionales
- Argentina: El gobierno emitió un comunicado oficial Número 96, Javier Milei agradeció la exitosa operación que permitió que fueran extraídos los héroes venezolanos, asimismo agradece al secretario de estado Marco Rubio en busca de la libertad regional, como también la búsqueda de «la libertad del gendarme Nahuel Gallo secuestrado ilegalmente por la dictadura venezolana».[89] El vocero del gobierno argentino, Manuel Adorni, se pronuncio en X «Confirma que NO HUBO NEGOCIACIÓN con el régimen y que se trató de una OPERACIÓN DE EXTRACCIÓN».[90]

- Brasil:  Después de la liberación de los asilados, el ministerio de relaciones exteriores comunicó en una nota de prensa que recibieron información durante la noche del 6 de mayo de que los asilados habían salido de la embajada, la cancillería aseguró que el gobierno de Nicolás Maduro «nunca respondió a la solicitud de entrega de salvoconductos para los asilados» y que «esta negativa solo prolongó la difícil situación humanitaria vivida en la embajada».[91][92] Brasil negó haber recibido salvoconductos para asilados en la embajada de Argentina, mientras que en el caso de Edmundo González lo anunció el gobierno[93][94]

- Estados Unidos: Estados Unidos advirtió a Venezuela que si no libera a 11 presos políticos (secuestrados nueve estadounidenses, un argentino y un israelita), Estados Unidos actuará con la velocidad y el rigor que ya aplicó en la Operación Guacamaya. Sabiendo que Venezuela tiene una dependencia absoluta con la cadena de suministros a nivel global, Estados Unidos sabe cual es la debilidad estructural de la economía venezolana.[95]